# Sohagpur
Sohagpur è una suddivisione dell'India, classificata come nagar panchayat, di 22.329 abitanti, situata nel distretto di Hoshangabad, nello stato federato del Madhya Pradesh. In base al numero di abitanti la città rientra nella classe III (da 20.000 a 49.999 persone).

## Geografia fisica
La città è situata a 22° 43' 35 N e 78° 11' 04 E.

## Società

### Evoluzione demografica
Al censimento del 2001 la popolazione di Sohagpur assommava a 22.329 persone, delle quali 11.658 maschi e 10.671 femmine. I bambini di età inferiore o uguale ai sei anni assommavano a 2.999, dei quali 1.587 maschi e 1.412 femmine. Infine, coloro che erano in grado di saper almeno leggere e scrivere erano 15.997, dei quali 9.217 maschi e 6.780 femmine.